# Alina Sadowska

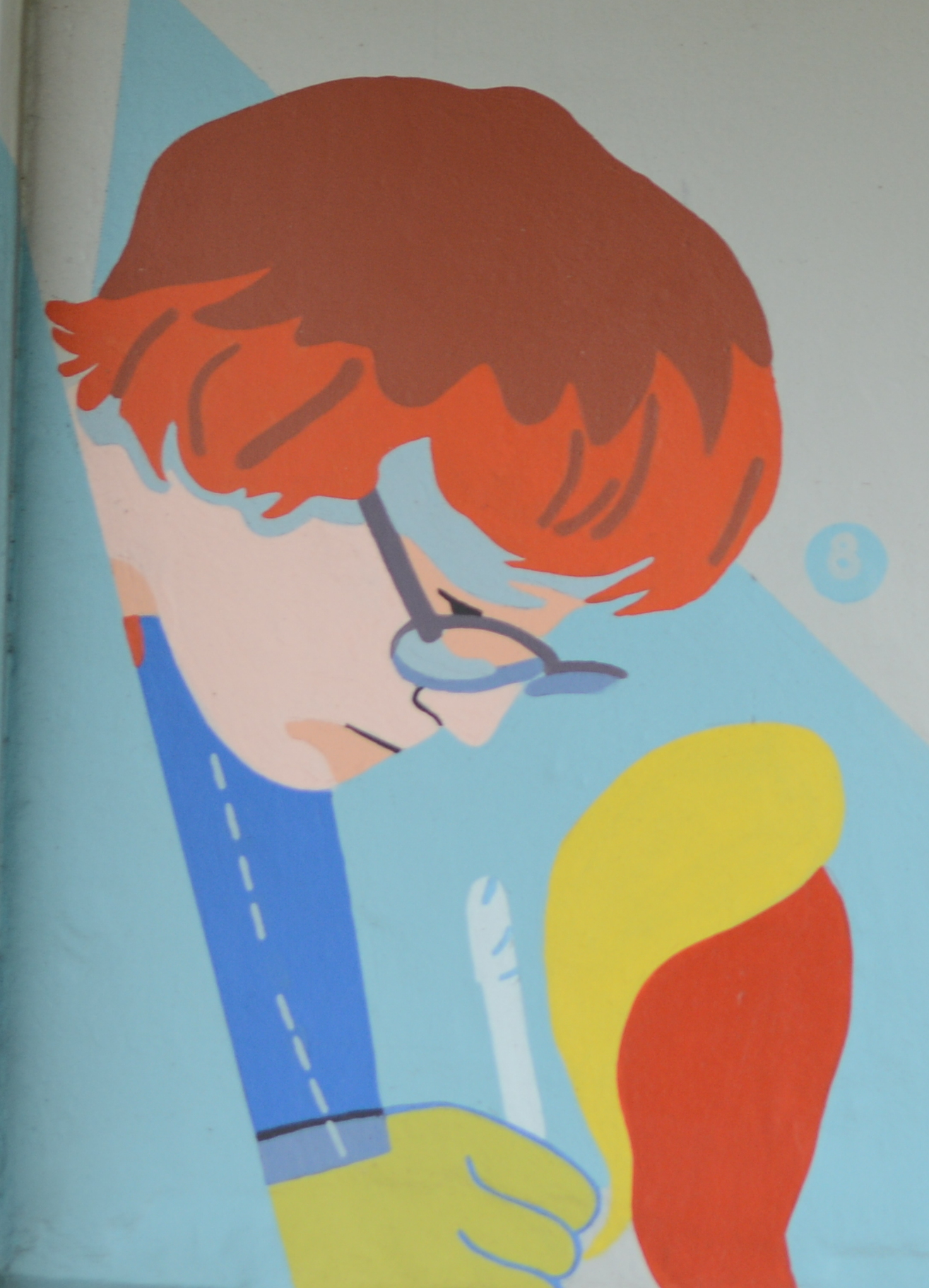
Wizerunek Aliny Sadowskiej na muralu „Kobiety Wolności” w Gdańsku

Alina Sadowska z domu Żulpo (ur. 1959 w Lęborku) – polska pedagożka i działaczka opozycyjna.

## Życiorys
Ukończyła studia pedagogiczne na Uniwersytecie Gdańskim. W działalność opozycyjną zaangażowała się w 1978. W 1980 od początku wydarzeń sierpniowych przebywała na terenie Stoczni Gdańskiej, wspomagając strajk, m.in. wypisywała przepustki, kolportowała pisma i ulotki poza teren Stoczni. Pod koniec sierpnia 1980 była zaangażowana w tworzenie Niezależnego Zrzeszenia Studentów na Uniwersytecie Gdańskim, a później na szczeblu Trójmiasta i ogólnopolskim.
Po wprowadzeniu stanu wojennego organizowała pomoc finansową na zapłacenie grzywien dla studentów aresztowanych po pacyfikacji Stoczni Gdańskiej. Do czerwca 1984 wraz z mężem kolportowała wydawnictwa drugiego obiegu.
W 2012 „za wybitne zasługi w działalności na rzecz przemian demokratycznych w Polsce, za osiągnięcia w podejmowanej z pożytkiem dla kraju pracy zawodowej i społecznej” została odznaczona Krzyżem Kawalerskim Orderu Odrodzenia Polski.
W 2019 jej wizerunek znalazł się na muralu „Kobiety Wolności” na stacji PKM Strzyża w Gdańsku.